# Gare de Versailles-Chantiers
Gare de Versailles-Chantiers – stacja kolejowa w Wersalu, w regionie Île-de-France, we Francji. Znajdują się tu 4 perony.